# Fekete család (galánthai)
A galánthai nemes, báró és gróf Fekete család a régi Pozsony vármegyei nemesi családok egyike.

## Története
Fekete Márton a XVI. század első felében házassága révén szerezte meg Galánta birtokának egy részét, ahonnan később előnevét vette a család. Erre a birtokukra 1540. november 21-én királyi adománylevelet is kaptak, megerősítve ezzel nemességüket is. Egy későbbi családtag, György, több magas méltóságot is viselt, 1759-ben saját maga és családja számára grófi rangot kapott. A család grófi ága György unokájával, Ferenccel 1814-ben kihalt. A másik ágazatból származott Mihály, aki unokaöccsével, Jánossal együtt bárói címet kapott 1859. május 21-én.

## Jelentősebb családtagok
- Fekete György (1711–1788) tanácsos, főispán és országbíró
- Fekete János (1817–1877) ügyvéd, főjegyző, költő és novellaíró
- Fekete Mihály (1784–1866) püspök, nagyprépost
- Fekete János (1741-1803) kamarás
- Fekete Ferenc (1767-1835) kamarás

## Kastélyaik
A családnak Csabrendeken volt kastélya.